# パリス・ヒルトン
パリス・ホイットニー・ヒルトン（Paris Whitney Hilton、1981年2月17日 - ）は、アメリカ合衆国の実業家、ソーシャライト、テレビ番組・メディアパーソナリティ、モデル、女優、歌手である。
曽祖父はヒルトンホテルの創設者コンラッド・ヒルトン。

## 概要
ニューヨーク市で生まれ、カリフォルニア州ビバリーヒルズで育ったヒルトンは、ニューヨークに本拠を置くモデルエージェンシートランプ・モデル・マネージメントと契約を結び、10代のときにモデルとしてその経歴を開始した。彼女の私生活は噂が立ってエンターテインメントニュースとダブロイドの特集をもたらし、ヒルトンは2001年に「ニューヨークを代表するイット・ガール」と宣言された。2003年、ヒルトンとかつての恋人リック・ソロモンとのセックス・テープがリークされ、後に「ワン・ナイト・イン・パリス」という題名で発売された。リアリティ番組シリーズ「シンプル・ライフ」の封切りの3週間前のことであった。彼女は彼女の長年の友人であるニコール・リッチーと共に出演し、セックス・テープはメディアで話題となった。
2004年、ヒルトンはニューヨーク・タイムズのベストセラーリストに登場した著書「コンフェッション・オブ・アン・エイレス」を発表。その後、ホラー映画「蝋人形の館」に出演。2005年にワーナー・ブラザース・レコードと契約し、スコット・ストーチ、トム・ウォーリー、J・R・ローテム、ドクター・ルーク、フェルナンド・ギャリベイ、カーラ・ディオガルディがポップアルバムに登場。
ヒルトンのデビューシングル「スターズ・アー・ブラインド」は、2006年6月に全世界で発売され、スコットランドでの首位獲得を始め、世界中で即座にヒットした。アメリカでは、2006年に最もヒットしたデビューシングルの1つになった。デジタル販売の好調によりBillboard Hot 100で最高18位を記録し、125以上のラジオ局で放送された。2006年8月22日に世界的に発売された自分の名前を冠したアルバム「パリス」は、Billboard 200で最高6位を記録し、世界中で60万枚を売り上げた。
ヒルトンはその後、リアリティ番組界に戻った。2008年に「MTV My New BFF〜パリス・ヒルトンのベストフレンドを探せ!〜」、2009年にそのスピンオフ「Paris Hilton's British Best Friend」「Paris Hilton's Dubai BFF」、2011年にオキシジェンシリーズ「The World According to Paris」。彼女のその他の演技の経歴には、「パリス・ヒルトン in HOLLYWOOD☆SCANDAL」「プリティ・ライフ パリス・ヒルトンの学園天国」（2006年）、「The Hottie and the Nottie」（2008年）、「REPO! レポ」（2008年）、ソフィア・コッポラの「ブリングリング」がある。2012年、ヒルトンはDJとしての経歴を発表し、サンパウロのポップ・ミュージック・フェスティバルでデビューした。彼女のパフォーマンスは批判されたが、世界中でクラブレジデンスを抱える有名DJの1人となった。同年、リル・ウェインとバードマンのレーベルキャッシュ・マネー・レコードとレコード契約を結び、音楽界に戻った。
批評家や崇拝者たちはヒルトンは「有名であることで有名」 (famous for being famous) だと述べている。それはセレブタントと呼ばれる、才能や仕事ではなく豊かな富や生活様式で知られる有名人のことである。
彼女はメディアでの名声を香水とファッションブランドに引き出した。彼女の香水は15億ドルを稼ぎ出した。現在、3つのパリス・ヒルトン・アパート複合施設と、44のパリス・ヒルトン・ショップが世界中にあり、香水、ハンドバッグ、時計、靴などの製品を扱っている。ヒルトンは製品の販売により年間1000万ドル以上を稼いでいる。香水製品だけでも、ハリウッドの女優エリザベス・テイラーのそれに次ぐ2番目の売り上げを記録しており、25億ドル以上の収入がもたらされている。2005年の時点で、クラブやイベントに出演して約30万ドルを稼いだ。

## 人生と経歴

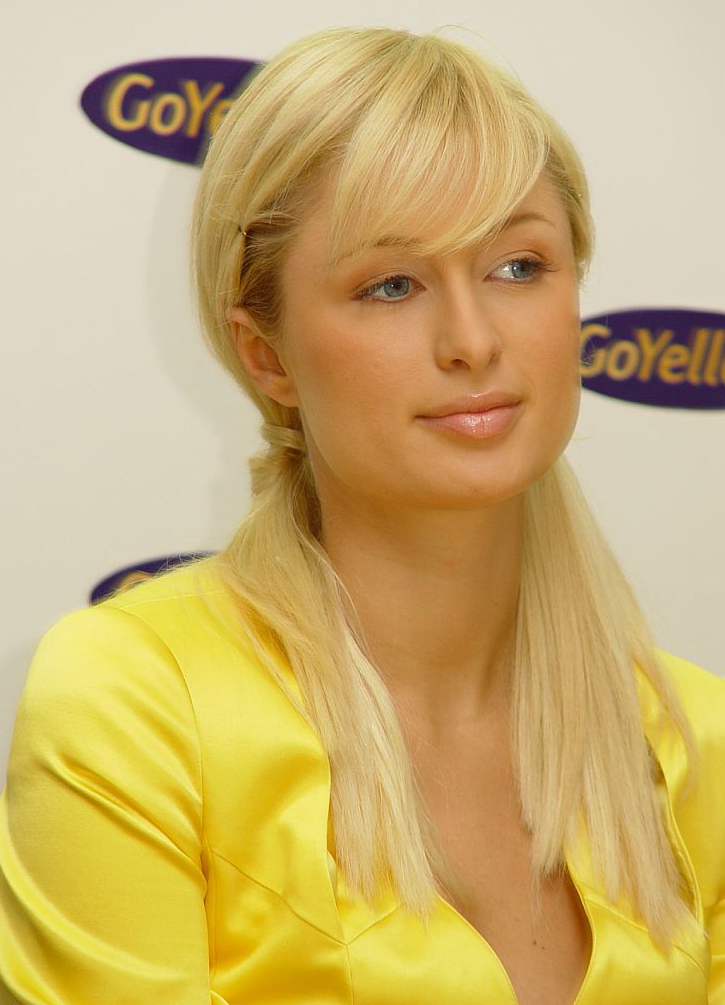
2005年

### 1981年 - 2002年：生い立ちと経歴
ヒルトンはニューヨーク市で生まれた。彼女の母キャシー・ヒルトン（旧称キャサリン・エリザベス・バンジーノ） は、ソーシャライトかつ元女優である。父リチャード・ハワード "リック" ヒルトンは、実業家である。ヒルトンは4人兄弟の最年長である。妹にニコライ・オリビア "ニッキー・ヒルトン"（1983年生まれ）、弟にバロン・ニコラス・ヒルトン2世（1989年生まれ）、コンラッド・ヒューズ・ヒルトン3世（1994年生まれ）。彼女の父方の曽祖父はヒルトンホテルの創設者コンラッド・ヒルトン。ヒルトンはノルウェー、ドイツ、イタリア、イギリス、アイルランド、スコットランドに由来を持つ。彼女は若年期に頻繁に移住し、マンハッタン、ビバリーヒルズ、ハンプトンズのウォルドルフ＝アストリアのスイートルームに住んでいた。子供の頃、彼女はイヴァンカ・トランプ、ニコール・リッチー、キム・カーダシアンなどの他のソーシャライトと友達だった。
ロサンゼルスで育ったヒルトンは、1995年に小学校を卒業後バックリー・スクールと聖パウロ使徒教会付属学校に通った。彼女は高校1年生（1995年 - 1996年）をパーム・バレー・スクールで過ごした。1996年、ヒルトンとその家族は東海岸を去った。16歳の時に、感情的に悩まされている10代の若者のためのプロボ・キャニオン・スクールに通った。その後、コネチカット州のカンタベリー・スクールに転入し、1998年秋から1999年2月にかけてアイスホッケーチームに参加。1999年2月、ヒルトンは学校規則に違反して同校から追放され、数か月後にドワイト学校に通い、後に中退。彼女はGEDを取得している。
ヒルトンは、もともとチャリティイベントで子供モデルとしてその経歴を始めた。19歳のとき、ドナルド・トランプのモデルエージェンシー、Tマネージメントと契約を結んだ。ヒルトンは「モデルになりたい」と語っていたが、トランプは彼のエージェントに彼女を欲しがり、また彼女は仕事を「愛していた」。モデル活動中、彼女のパーティ生活はエンターテインメントニュースで毎日特集された。「ヴァニティ・フェア」のシスコ・アドラー（ヒルトンの出演映画「Sweetie Pie」のプロデューサー）は、「L.A.パーティーシーンに吸い込まれ、少し早く成長した若いパーティ・ガール」と呼んだ。2001年、ヒルトンはソーシャライトとして評判を高めた。彼女は「ニューヨークを代表するイット・ガール」と呼ばれ、その名声は「ニューヨークのダブロイドを超えて」始まっていった。その間に彼女は「ズーランダー」にカメオ出演し、イギリスの「タトラー」、イタリアの「ジョイア」、アメリカの「ヴァニティ・フェア」「FHM」など、いくつかの雑誌の表紙に登場した。ヒルトンはヴィンセント・ギャロの「Honey Bunny」のミュージック・ビデオにも出演した。2002年、ビデオスルー「ナイン・ライブス」で主役を演じた。Beyondhollywood.comによると、「キャストでのヒルトンの存在は、映画の主なマーケットポイントであり、彼女はボックスアートの前部と中心であり、キャスト唯一の目立つ名前であることがはっきりと分かる」。同ウェブサイトは彼女の演じたキャラクターは、基本的には彼女自身であることに気付いた。「ヒルトンは何を演じたのか?－ある日、3つの大陸で買い物をする陳腐なアメリカ人のソーシャライト。このスクリプトはヒルトンの現実的な社会的地位にいくつかのジャブを入れるのに十分すぎるほど賢明であり、彼女の1日はみすぼらしいボロに包まれていると述べている」。その年、ヒルトンはファッションモデルのジェイソン・ショーと交際を開始したが、2003年に破局した。

### 2003年 - 2005年：「シンプル・ライフ」とブレイク
ヒルトンのブレイクは、2003年に友人ニコール・リッチーと共に出演したフォックスのリアリティ番組シリーズ「シンプル・ライフ」により起こった。このシリーズは、ヒルトンのセックステープの発売直後の2003年12月2日に放送が開始された。「シンプル・ライフ」は高評価を受けた。その最初のエピソードは1300万人が視聴し、フォックスのアダルト18 - 49の評価を79%増加させた。彼女は画面上でダム・ブロンドの人物として知られるようになった。シリーズ終了後、彼女は番組ではキャラクターを演じていたと複数回発言している。2003年、歌手ニック・カーターと交際を始め、翌年まで続いた。
ソーシャライトは2004年にライフスタイル・ブランドを導入し、日本のサマンサ・タバサの財布をデザインした。ヒルトンがデザインしたジュエリーラインはAmazon.comで販売されていたが、彼女は「美しく、非常に高品質で、しかも誰にでも手ごろな価格のラインを作りたい」と語った。この宝飾品は「ヒルトンの個人的なスタイル ―フェミニンで、色っぽく魅力的－でハート、スター、クロスをモチーフにしている」。2004年秋、ヒルトンは自伝「Confessions of an Heiress」を発表。カラー写真と相続人としての生活に関するアドバイスが綴られている。この本はニューヨーク・タイムズ・ベストセラー・リストの7位に入った。自伝の中の彼女の言葉「どこへ行くにもかわいらしく着飾りなさい。人生は短か過ぎてすべてを着られないんだから（Dress cute wherever you go; life is too short to blend in）」は、2009年9月にオックスフォード引用辞典に追加された。彼女はParlux Fragrancesの香水ラインの作成に携わるようになった。元々小規模な発売の予定だったが、需要が高まったことで2004年12月までに在庫を増やした。その導入に続いてヒルトンブランドの香水を中心に、Parluxの売上高が47％増加した。この成功の後、Parluxは彼女の名前で男性向け香水を含む商品を発売した。ヒルトンは2005年に2作目の著書「Your Heiress Diary」を発表。その年、彼女は別の香水ジャスト・ミーを発表。
ヒルトンは2005年2月にNBCの「サタデー・ナイト・ライブ」にゲスト出演し、キーンと共演した。彼女はホラー映画「蝋人形の館」に出演。トライベッカ映画祭で上映されたこの映画は、2005年5月に公開された。彼女の演技は賛否両論の評価を受けた。「ヴュー・ロンドン」のマシュー・ターナーは、ヒルトンは「あなたが期待するよりも優れている」と述べた。MTVは彼女のことを「実際にはかなり良い」と評価したが、テレビガイドは「才能なし」と呼んだ。ヒルトンはこの映画の演技でティーン・チョイス・アワードの絶叫賞 と第26回ゴールデンラズベリー賞最低助演女優賞を受賞。
2005年から10月までギリシャの海運業者パリス・ラティスと交際。「シンプル・ライフ」はヒルトンとリッチーの紛争後、2005年の3シーズン後にフォックスでの放送が終了。ヒルトンは「ニコールと私がもはや友人ではないというのは大きな秘密ではない。ニコールは自分が何をしたか知っているし、それが私がこれまでに言いたかったことだ」と発言している。リッチーがヒルトンのセックステープを友人グループに見せたのが、彼らの軋轢の原因だと憶測されている。2人は2006年10月に和解した。

### 2006年 - 2007年：アルバム「パリス」、映画と逮捕

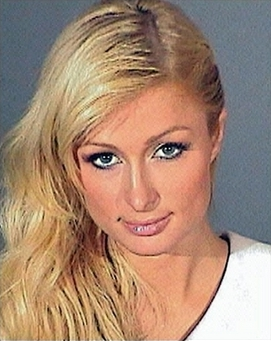
逮捕時のマグショット（2007年）

「シンプル・ライフ」が2005年にフォックスで放送が終了した後、他のテレビ局（NBC、The WB、VH1、MTV）が、番組の新しいシーズンの権利を得ることに関心があると報道された。2005年11月28日、E!が第4シーズンののプロデュースを発表し、最初の3シーズンを再放送する権利を得たことを発表した。新しいシーズンの撮影は2006年2月27日に始まった。第4シーズンの初回は130万人の視聴者を獲得し、高い評価を受けた。ヒルトンは、2006年8月22日にデビューアルバム「パリス」を発表した。このアルバムはBillboard 200で最高6位を記録し、世界中で60万枚を売り上げた。その最初のシングル「スターズ・アー・ブラインド」は、アメリカの125以上のラジオ局で放送された。この曲は世界的な人気を獲得し、17か国でトップ10に入った。ガーディアンはヒルトンが「気を散らし、疲れていた」と評したが、AllMusicは「ブリトニー・スピアーズやジェシカ・シンプソンが発表したものより楽しい」とコメントした。アルバムは賛否両論の評価を受けた。
2006年9月、飲酒運転で逮捕された。彼女の逮捕は「シンプル・ライフ」の第5シーズンを複雑にした。ヒルトンの運転免許証は2006年11月に停止された。そして、彼女はあおり運転に関して何の告訴もしなかった。彼女には36か月の保護観察と罰金約1500ドルの判決が下された。DVDスルー映画「パリス・ヒルトン in HOLLYWOOD☆SCANDAL」は2006年後半に発表された。2006年12月、主演作品「プリティ・ライフ パリス・ヒルトンの学園天国」が限定公開された。2008年8月、ワールドワイド・エンターテインメント・グループはマイアミ地方裁判所に対して訴えを起こした。彼女が映画の為に「合理的な宣伝」を行わず、契約上の合意を履行しなかったと主張した。彼女は映画の仕事の為に、100万ドルを受け取ったと伝えられている。
ヒルトンは、2007年1月10日、ヘアー・テック・インターナショナルと提携してドリームキャッチャーを開始。同年1月22日、ヒルトンが倉庫の保管料の支払いを怠った為、競売にかけられ、落札されたものがウェブサイトParisExposed.comに掲載された。ウェブサイトには、わずか40時間で120万人の訪問者がいた。その内容の中には、医薬品、日記、写真、契約、ラブレター、ジョー・フランシスが撮影した「ガールズ・ゴーン・ワイルド」のビデオが含まれていた。ヒルトンはウェブサイトの閉鎖を求めた。
2007年1月、免停中に運転をしないという合意に署名。翌月、夜間の無灯火走行で運転。ロサンゼルス市弁護士事務所の検察官は、これらの違反行為と裁判所命令のアルコール教育プログラムに参加しなかったことから、彼女が保護観察違反したと訴えた。5月4日、ヒルトンは裁判官マイケル・T・サウアーによって懲役45日を言い渡された。彼女はアーノルド・シュワルツェネッガー州知事に恩赦を求めるオンライン嘆願書（ジョシュア・モラレスが5月5日に作成）によって、この判決を上訴する予定だった。この判決を維持するための反対訴訟が提起された。ヒルトンは弁護士を変え、計画を中止した。
彼女は6月5日までに刑務所に収監される必要があった。6月3日、MTVムービー・アワードに出席後、Century Regional Detention Facility（カリフォルニア州リンウッドの女性刑務所）に入った。6月7日、ロサンゼルス郡保安官のリー・バッカは健康上の理由によりヒルトンの刑を自宅軟禁に切り替えた。翌朝、裁判官マイケル・サウアーは裁判所への再出廷を命じた。サウアーは元の45日間の刑を執行するために彼女を刑務所に戻した。彼女はその決定を聞いたとき「こんなこと間違っている!」と叫んだ。ヒルトンは医療棟で精神的な治療を受けた後、6月13日に再び収監された。
出所から2日後の2007年6月28日、「ラリー・キング・ライブ」に出演。インタビューでは牧師マーティ・アンジェロからの影響を明かし、アンジェロの自叙伝「Once Life Matters: A New Beginning」を紹介。また、彼女はADHDのためアンフェタミンを幼少期から服用していることを明かした。「シンプル・ライフ」は、2007年7月に第5シーズンで終了。

### 2008年 - 2009年：演技と「My New BFF」
愛犬家であるヒルトンは、犬のアパレルライン「リトル・リリー」を制作し、売り上げを動物救助にあてた。2008年4月、テレビドラマ「マイネーム・イズ・アール」のエピソード「俺のパラレルワールド」に出演。2008年8月6日、アダム・マッケイによるオンラインビデオ「Paris Hilton Responds to McCain Ad」を動画投稿サイトFunny or Dieに投稿。それはヒルトンが主演のパロディ広告で、2008年のジョン・マケイン大統領選キャンペーンのテレビキャンペーン広告「セレブ」に応じて制作された。「セレブ」はヒルトンやブリトニー・スピアーズのような有名人とバラク・オバマを比較し、彼がエネルギー政策をリードし批判する準備が出来ているかどうかを問う内容である。ヒルトンはパロディ広告でヒョウ柄の水着を着て、マケインに対して皮肉を連発する。このパロディ広告ビデオは2日間で700万回の再生回数を記録し、世界中で報道された。10月、彼女はFunny or Dieに2作目のパロディビデオ「Paris Hilton Gets Presidential with Martin Sheen」を投稿。ヒルトンはマーティー・シーンと共演。シーンの息子で俳優のチャーリー・シーンもカメオ出演している。ヒルトンが緑のイブニングドレスを着て濃いメイクをし、「ザ・ホワイトハウス」での役を演じるマーティ・シーンと政治的な問題について話し合う内容である。
2008年、トロント国際映画祭で、ドキュメンタリー「Paris, Not France」が上映された。2009年7月、映画はMTVで放送された。2008年9月30日、新しいリアリティ番組「MTV My New BFF〜パリス・ヒルトンのベストフレンドを探せ!〜」の放送が開始された。その日、KIIS-FMのライアン・シークレストの番組に出演し、自身が歌う番組の主題歌「My BFF」を紹介した。番組はヒットした。ヒルトンの次のプロジェクトは、ゴシック・ロックミュージカル「REPO! レポ」への出演だった。彼女は美容整形手術中毒の娘アンバー・スウィートを演じた。Horror.comは、「ヒルトンの最高の役柄であるだけでなく、真剣さを持っている」と評価したが、Jam! Movies は「女優として絶望する」と酷評した。彼女は同映画の演技で、ゴールデンラズベリー賞 最低助演女優賞の候補となった。2008年のコミコン・インターナショナルで上映されたこの映画は、2008年11月7日にアメリカとカナダで限定公開された。「REPO! レポ」は、8つの劇場で合計51,600ドルの興行収入を上げた。その頃、ヒルトンは女性向け香水の第5作目を発表。また、年の初めに交際を開始したグッド・シャーロットのギタリストベンジー・マッデンと破局した。
「My New BFF」のアメリカ版の成功の結果、スピンオフが制作された。そのイギリス版「Paris Hilton's British Best Friend」が2009年1月29日にITV2で放送が開始された。シリーズは成功を収めた。最初のエピソードは428,000人が視聴し、最終回は605,000人が視聴した。アメリカ版の第2シーズンは、2009年6月2日から放送が開始された。2009年7月3日、イギリス版の準優勝者カト・マッケンジーが死亡した。ヒルトンは、2011年にドバイ版「Paris Hilton's Dubai BFF」の撮影を開始。テレビドラマ「スーパーナチュラル」の第5シーズンの第5話に出演。2009年7月、女性向け香水の第6作目「サイレン」を発表。ヒルトンは2009年に、「香水のアカデミー賞」と称されるその年最も優れた香水に与えられるフィフィ賞の女性有名人年間賞を受賞した。2009年10月、サングラスラインに進出し、2010年3月から店頭販売が開始された。翌月、シャンプー、コンディショナー、ヘアビタミンを含むヘア&ビューティー製品ラインに進出した。その年、「The Hills」スターのダグ・ラインハートと交際を始めたが、彼がキャリアの為に自分を利用していることに気が付き、2010年4月に破局した。

### 2010年 - 2012年：法律問題、リアリティ番組界への復帰、DJとしての経歴

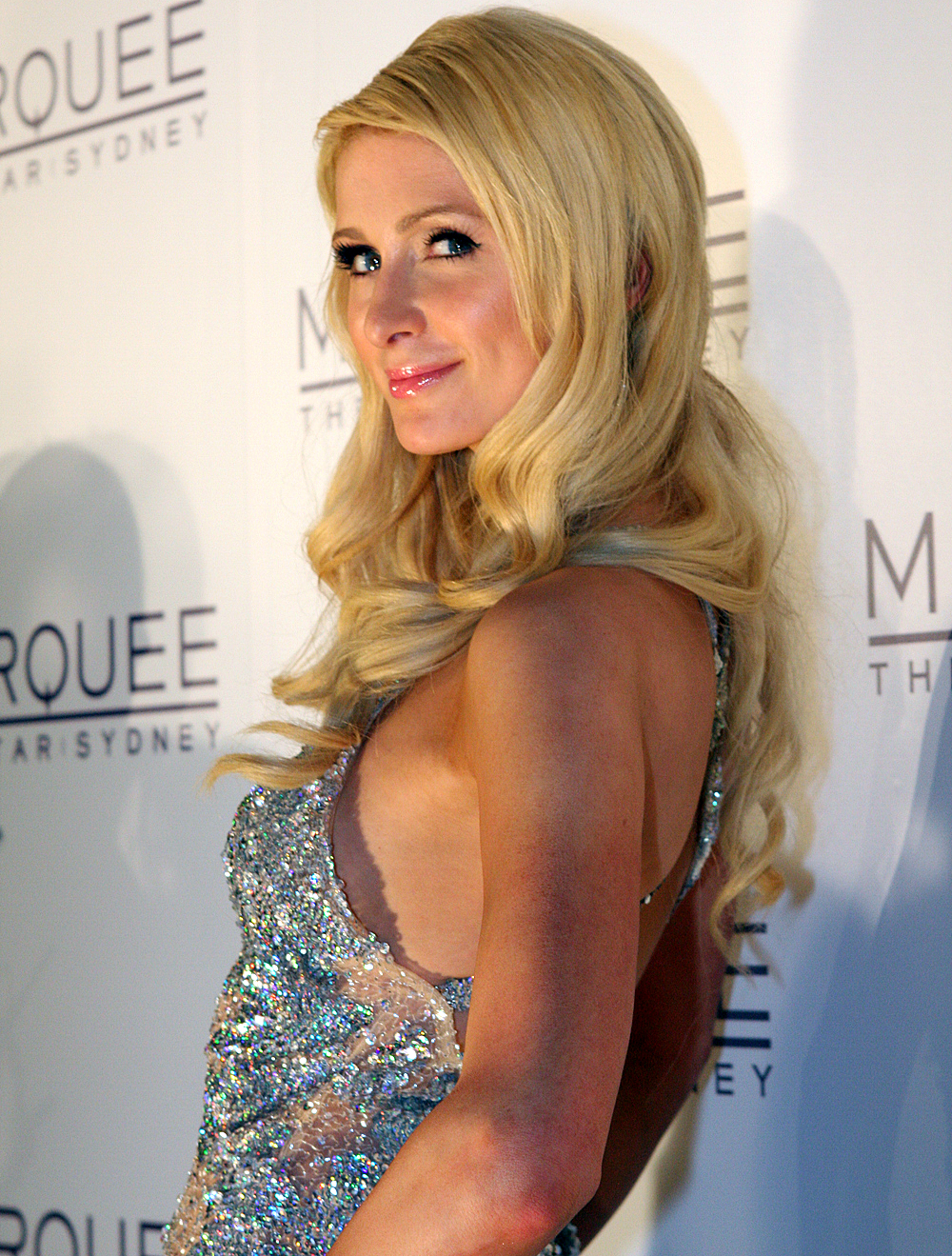
2012年

2010年2月、ヒルトンは、ブラジルのビールDevassa Bem Louraの広告キャンペーンに参加。スローガンは英語で「very blonde bitch」と訳されることが多かった。キャンペーンの一環として、彼女はリオのカーニバルで醸造所のフロートに乗った。7月2日、ヒルトンは2010 FIFAワールドカップのブラジル対オランダの会場でマリファナを吸ったとして非難された。彼女は地元の警察によってネルソン・マンデラ・ベイ・スタジアムの外で拘束されたが、後に釈放された。彼女の担当広報は、事件は完全な誤解であり、一緒にいた他の人物が所持していたマリファナだったと確認できたと発表した。その2週間後、フランスのフィガリ＝シュド・コルス空港で大麻所持の疑いで拘束された。事情聴取を受けただけで、釈放された。
8月10日、マリリン・モンローに影響された10作目の香水ティーズを発表。9月、ラスベガスでコカイン所有の疑いで逮捕され、彼女の恋人カイ・ウェイツもコカインの影響下で車を運転したとして逮捕された。ヒルトンは当初、コカインが入っていたハンドバッグは自分のものではないと主張した。2010年9月17日、2件の軽犯罪を犯したとして起訴された。罪を認め1年間の禁固刑を避ける為に、司法取り引きに応じた。代わりに1年間の保護観察、200時間の社会奉仕、2,000ドルの罰金、虐待治療プログラムが言い渡された。2010年9月21日、妹ニッキーと共に日本に向かったヒルトンは、前日、薬物所持罪の有罪判決を受けた影響で、成田空港の入国審査に引っかかった。日本は通常、麻薬犯罪で有罪判決を受けた旅行者の入国を拒否している。空港職員はヒルトンに「何時間も」質問し、ヒルトンはニッキーと空港のホテルで一晩拘留された。9月22日、日本当局はヒルトンの入国を拒否し、彼女はアメリカに帰った。インドネシアとマレーシアで行われるはずだったプロモーションもキャンセルになった。ヒルトンは9月27日にHBで放送されたドキュメンタリー「ティーンエイジ・パパラッチ」に出演。
ABCのテレビ映画「ゼウス プードル救出大作戦!」にベラ役で声優として出演することを発表。この映画は2010年11月28日に放送された。視聴者は261万人に達した。2010年12月、ヒルトンはオートバイチームを立ち上げた。スペイン人ドライバー、マーベリック・ビニャーレスが最終レースで優勝し、翌年の11月に行われた125cc世界選手権で3位になった。2011年、彼女はブラジル・ファッションウィークで2度目のランウェイモデルとして登場（初回は2010年初め）。2月にパリ、サウスビーチ、フロリダ、東京都などの都市に影響された香水ライン「パスポートコレクション」を発表。翌月、メキシコに靴のコレクションを導入した。その頃、iPhoneとiPod touchで利用できるモバイルアプリケーションを発表した。
2011年5月12日、フィリピンに3つ目の店舗を開いた。ダバオに開かれたそれは、靴、イヤリング、財布、ベルト、帽子、香水などを扱う。6月1日、オキシジェンの「The World According to Paris」でリアリティ番組界に戻った。彼女の日常生活を追ったこの番組は、40万9千人の視聴者を獲得した。しかし、それは成功とはいえなかった。むしろ、ヒルトンの人気が衰えているという確信に繋がった。ニューヨーク・タイムズは、「マーケティングと自己宣伝の実績のある魅力的な女性だが、リアリティ番組の主人公としては、iPad時代のウォークマン、Facebook時代のFriendster、あるいは文脈で言えば、トリプルプロセスの世界でのシングルプロセスの金髪」であり、また、彼女は「現在、元気なボーイフレンドがたくさんいるように見える。パパラッチはまだ彼女の写真を撮っている。しかし、彼女の全盛期を楽しんでいた視聴者を、どのように取り戻すことができるかは分からない－たとえ彼女の初演をFacebook上でライブストリーミングしたとしても。」と指摘した。ヒルトンは恋人であるラスベガスのナイトクラブのオーナー、サイ・ウェイツと出演したが、2人は6月に破局した。彼女は「バラエティ誌」に「10億ドルの起業家」として取り上げられ、その表紙を飾った。ヒルトンは、2011年8月18日にフィリピンで4番目の店舗を開いた。9月には、イスタンブールに靴のラインを導入した。パリス・ヒルトンの店はインドにもオープンし、更に8店舗のオープンの計画を発表した。2011年10月にウクライナ・ファッションウィークでアンドレ・タンのモデルと務めた。
ヒルトンは2012年初めに、上海にサングラスの新しいラインを導入した。この導入を「大きな成功」と呼んだ。彼女は、ブラジルのポップ・ミュージック・フェスティバルでDJとしてデビューし、彼女のシングル「ライス・ナイト（アフロジャックプロデュース）」を発表した。彼女のビデオがYouTubeに投稿されるとデッドマウス、サマンサ・ロンソン、アフロジャック からは否定的な評価を受けたが、DJポエット やファンとフェスティバルの観客からは称賛された。彼女のパフォーマンス後、彼女はTwitterで流行の話題となった。「ラスト・ナイト」は後にピットブルに与えられ、ピットブルはリードシンガーとしてハヴァナ・ブラウンを迎えて歌った。それは、彼の2012年のアルバム「グローバル・ウォーミング」に収録された。ヒルトンの履物ラインは、2012年の国際ライセンス賞の有名人年間賞の候補となった。彼女は15番目の香水「ダズル」を発表。2012年8月24日から25日にかけてマリブ・ビーチで撮影された韓国の歌手キム・ジャンフンのミュージック・ビデオに出演。ジェシカ・アルバやスカーレット・ヨハンソンを含む何人かのハリウッドスターが候補になっていたが、韓国で行われた調査の結果、最も韓国で知名度が高かったヒルトンが起用された。2012年10月にこのビデオが公開されたが、この出演の為に彼女に100万ドルが支払われたと報道されている。
2012年9月20日、ヒルトンが同性愛者に対して軽蔑的な発言をする音声がインターネット上に流出。その日、反発が起こると、彼女は彼女が「同性愛者コミュニティの巨大な支持者」であり、同性愛者を「私が知っている最も強く最も勇敢な人々」と呼び、GLAADを通じて謝罪を表明した。彼女の発言により、ロゴTVは彼女のドキュメンタリー「パリス・ヒルトン・インク」の放送を取りやめた。その月、ヒルトンはスペインのモデル、リヴァー・ヴィーペリとの交際を開始。11月初旬にメッカに店舗をオープン。メッカは「イスラム教徒の世界で最も神聖な都市」と考えられており、その上サウジアラビアは保守的な国であるため、彼女の個人的な生活に関する論争がTwitterで巻き起こった。12月上旬、インド・ファッション・ウィークでシェーン・アンド・ファルグニ・ピーコックのモデルと務め、DJとしても出演した。DJデビューした時と同様、彼女のパフォーマンスはYouTubeに投稿され批判が起こったが、聴衆は彼女のパフォーマンスを楽しんだ。

### 2013年 - 現在：音楽やその他プロジェクトへの復帰

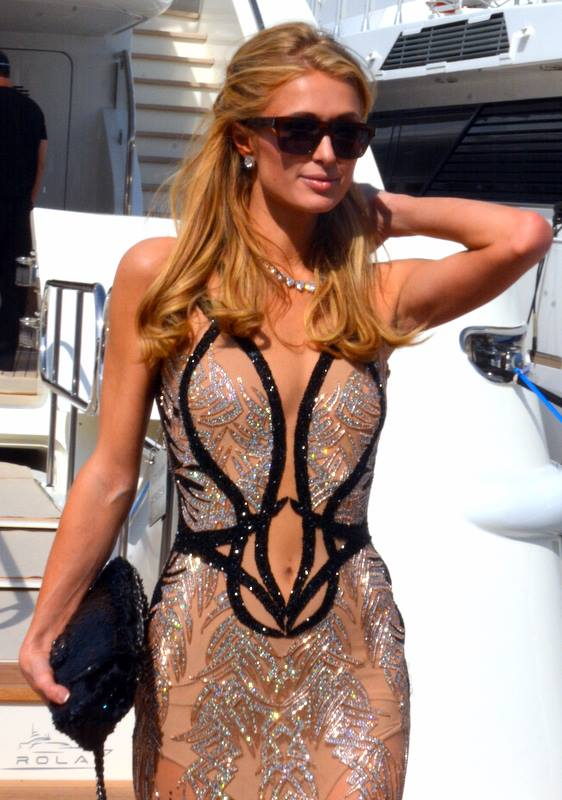
第59回カンヌ国際映画祭にて（2016年）

2013年1月、ヒルトンは「パラダイス・ホテル」デンマーク版の4つのエピソードに出演。この出演に対して彼女には30万ドルが支払われたと報道されている。叔母カイル・リチャーズ、キム・リチャーズが主演する「The Real Housewives of Beverly Hills」（ドラマ「デスパレートな妻たち」風のリアリティ番組）の2つのエピソードに出演。4月、ヒルトンはコロンビアのボゴタにパリス・ヒルトン・ストアの44店舗目をオープンさせた。5月、リル・ウェイン、クリスティーナ・ミリアン、ニッキー・ミナージュと共演したリッチ・ギャングの曲「タップアウト」のミュージック・ビデオが公開された。同月、ヒルトンがキャッシュ・マネー・レコードと契約し、RedOne、スヌープ・ドッグ、フロー・ライダーを客演に迎えた曲を含むセカンドアルバムを発表する予定であると報じられた。彼女は「ローリング・ストーン」に語った。「私は非常に多くの才能ある素晴らしい人たちと一緒にアルバムを作っている。もっと多くの音楽を共有するのを待ちきれない」。ヒルトン、リンジー・ローハン、オーランド・ブルームなどの有名人の家から金品を盗んだ10代の悪名高い窃盗グループを題材にしたソフィア・コッポラの映画「ブリングリング」にカメオ出演した。映画出演に加えて、彼女は撮影の為に2週間、コッポラに家を貸した。ハリウッド・リポーターとのインタビューでコッポラは、コッポラがヒルトンの誕生日パーティに行った際に彼女の家を気に入ったと語った。「これは映画のなかに入れなければならないと思った。それはとても独創的で、再現するのは難しいだろう。パリス・ワールドのような家」。
8月中にヒルトンはイビザのナイトクラブアムネシアで毎週開催される「Foam and Diamonds」パーティのDJを務めた。批評家や観客からの肯定的な反応は、2014年までの契約更新に繋がった。10月に、リル・ウェインが客演した2枚目のアルバムからの曲「グッド・タイム」を発表。ビルボードのダンス/エレクトロニックソングチャートで初登場18位。2枚目のシングル「カム・アライブ」は2014年7月に発売された。2015年4月、「シンプル・ライフ」にも登場した愛犬ティンカーベルが14歳で死亡したと報告した。5月には、2枚目のアルバムからの3枚目のシングル「ハイ・オフ・マイ・ラブ」が発売された。同曲はビルボードのダンスクラブソングチャートで最高3位を記録。2016年1月、DJポエットとのコラボレーション曲「クレイジー」がオンライン上に流出した。
2021年2月17日、ビーチを歩いていると実業家で恋人のカーター・リウム（en:Carter Milliken Reum）から片膝をついてプロポーズされ、「I said YES to forever（はい、永遠に）」と答えたことを明かした。

## パブリックイメージ

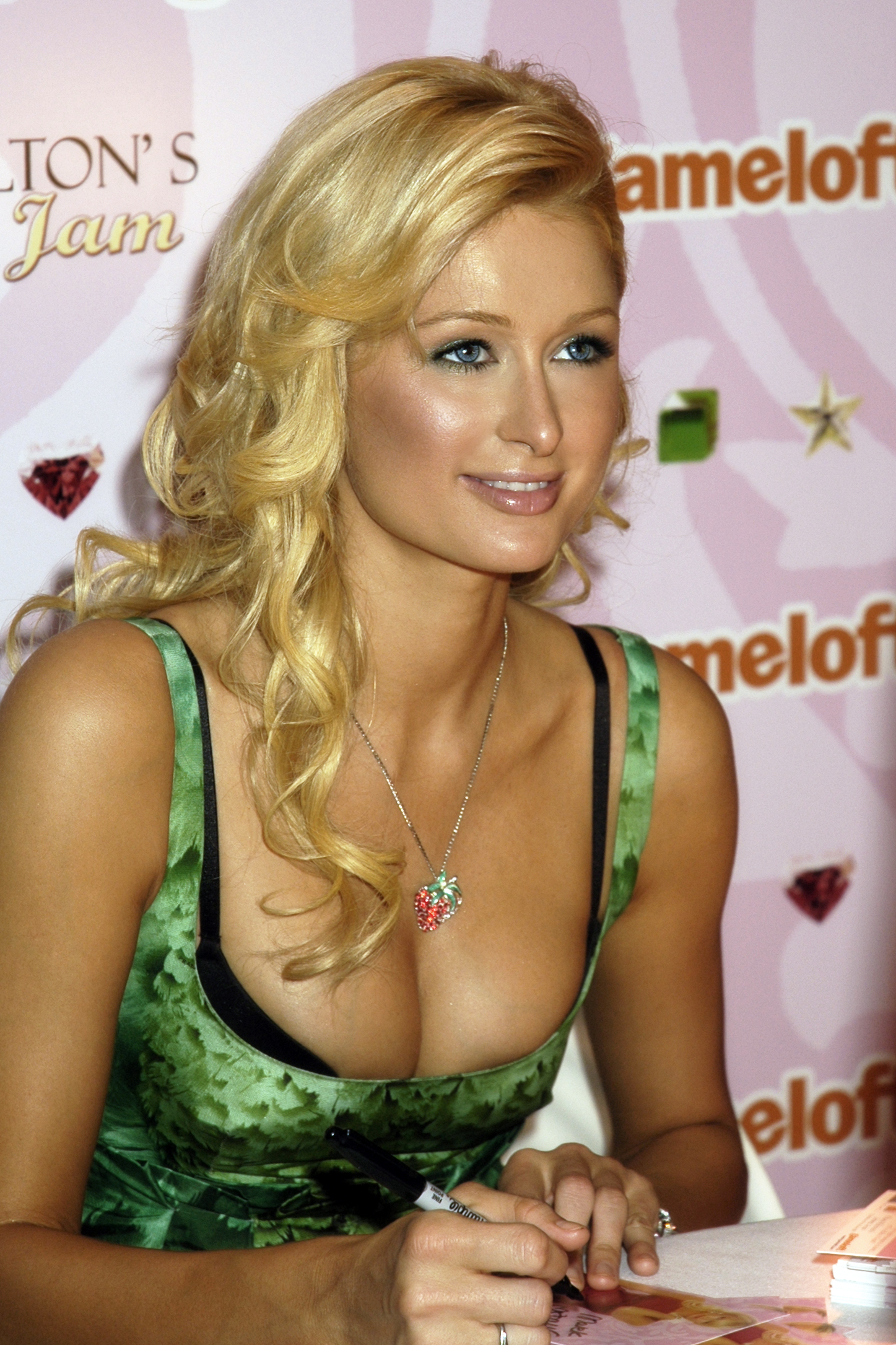
2006年のヒルトン。この時、彼女は頻繁にメディアの注目を浴びていた。

彼女の私生活を取り上げたエンターテインメントニュース、「ワン・ナイト・イン・パリス」（「シンプル・ライフ」の第1シーズンの放送開始前に流出したセックス・テープ）で悪名高い。いくつかのエンターテインメント著述家は、ヒルトンの一晩での成功はセックス・テープによるものだと考えている。エンターテインメント・ウィークリーによると、「パリス・ヒルトン、リック・サイモンのテープは、その初演が発表されて以来、シンプル・ライフが数か月で受けたより多くの印刷物とテレビの報道を1週間で受けた。私たちはメディアの中でパリスマニアになった」。ヒルトンは注目を集め、パパラッチと彼女との関係を始め、私生活と法的問題は世界中のゴシップサイトとダブロイドメディアの標的となった。批評家はヒルトンが「有名であることで有名」(Famous for being famous) になっていると示唆しており、彼女はセレブタントの一例とみなされている。
「FHM」の世界で最もセクシーな女性100人に2004年（59位）、2005年（23位）、2006年（34位）、2012年（35位）に選出されている。「マクシム」のHot 100には、2005年（20位）と2006年（53位）に選出された。AP通信とAOLが実施した世論調査では、2006年の「お手本にしたくない有名人ランキング」でブリトニー・スピアーズに次ぐ2位に選ばれている。デイリーニューズのロイド・グローブはゴシップコラムで彼女を扱うことを禁止し、AP通信は2007年2月に彼女に1週間言及しない試みを行った。同年5月、「ハーパーズ バザー」でダイアナ妃とマリリン・モンローのように自分自身を「10年ごとに現れる象徴的な金髪」と呼んだことを否定した。彼女は2007年にギネス世界記録により「世界で最も過大評価されている有名人」と認定された。
2009年には、ヒルトンとダブロイドとの静かな関係が、エンターテインメント著述家からの人気を失っていることを示唆した。CNNは「なぜパリス・ヒルトンは姿を消したのか」という記事を書いた。雑誌「ゴッサム」と「ハンプトンズ」の編集長サマンサ・ヤンクスは、「第一段階は一見どこからともなく上昇。それは、メディアの狂乱、いたずら、パーティ、音楽、可愛い子ちゃんのような地位、そして、もちろんファッションレーベルで起こった。第二段階は彼女は姿を消す」と述べた。ヒルトンのニュースがなくなったのは、彼女に関心のない新世代のタブロイド消費者に対する明らかな反応だった。この疑惑は2011年6月のリアリティ番組「The World According to Paris」の低い評価、「グッド・モーニング・アメリカ」とのインタビューで人気低迷に関する質問をされた際に、途中退席したことで強化された。
2011年、「メンズ・ヘルス」の「最もホットな100人の女性」に選出されたが、イプソスの調査によると、彼女はアメリカで最も人気のない有名人である（回答者の60%が好ましくないと回答）。2012年、「フォーブス」の「露出しすぎな有名人」リストで5位に入った。この雑誌によると、ヒルトンは「長い間雑誌の表紙にいなかった別のスターだが、彼女はいつでもどこでも偏在していて、彼女はまだ過度に露出しているように見える」。2013年5月2日放送の「ウェンディ・ウィリアムズ・ショー」に出演し、ヒルトンはニュースからの彼女の不在について説明した。そして、彼女が「トラブルから離れて」成長したと語った。「ブリングリング」の原作者ナンシー・ジョー・セールズは、ヒルトンが「小さなカムバックを楽しんでいる」と語った。カンヌ国際映画祭のプレミアの直後、キャッシュ・マネー・レコードとの彼女の話は、世界中のTwitterで話題となった。また、メディア・アウトレットは2013年をヒルトンの「ポップカルチャー・ルネッサンス」年と評した。キャッシュ・マネー・レコードの共同創立者であるバードマンは、「話題になっているということは、彼女の人気の強さを示している」と語った。
ヒルトンは、ロサンゼルス小児病院の「ファースト・ファミリー」に記載された。これは、彼女が病院に10万ドル以上を寄付したことを意味する。2008年に、彼女の名誉を称えて病院の部屋に彼女の名前が付けられた。

### キャッチフレーズ「それってイケてる」
彼女の口癖でキャッチフレーズの「それってイケてる（That's hot）」は、ヒルトンの商標である。キャッチフレーズは、衣服、電子機器、アルコール飲料などの商品の商標として登録されている。ヒルトンはカールス・ジュニアのスパイシーバーガーを宣伝した2005年のテレビコマーシャル「パリス・カー・ウォッシュ」に出演した。テレビのスポットには、黒い画面に「The spicy BBQ burger / That's hot.」という宣伝文句が表示される。
2007年9月6日、ヒルトンはホールマークを相手取り、グリーティングカードに肖像を無断使用し、「That's hot」をキャッチフレーズにしたとして差し止め訴訟を起こした。そのカードは「パリスのウエートレス初日」という題名で、ヒルトンの顔写真が使われている。ヒルトンの弁護士ブレント・ブレイクリーは侵害の被害はグリーティングカードの利益に基づいていると述べた。ホールマーク・カードはフェアユースの下で保護されたパロディとしてカードを利用したと述べた。控訴裁判所は、この判例を審査し、「ホールマークの棄却申し立てを却下した」。ヒルトンとホールマーク・カードは後に法廷外で和解した。

## 大衆文化での描写
テレビドラマ「スイート・ライフ」の登場人物ロンドン・ティプトン（父はホテルオーナー）、「NYボンビー・ガール」のキャロライン・チャニングのモデルはヒルトンである。
「World of Warcraft」の大規模多人数同時参加型オンラインRPGでは、2007年1月15日の「The Burning Crusade」の発売以来、「ソーシャライト」と名付けられたヒルトンをモデルにしたキャラクターが登場している。キャラクターは2015年4月現在、ゲームに残っている。

## 出演

### 映画
- Wishman（1991年）
- Sweetie Pie（2000年）
- ズーランダー Zoolander（2001年）カメオ出演
- Nine Lives（2002年）
- QIK2JDG（2002年）
- L.A. Knights（2003年）
- Wonderland（2003年）
- ハットしてキャット - The Cat in The Hat（2003年）
- Win a Date with Tad Hamilton!（2004年）
- パリス・ヒルトン in ビバリーヒルズの誘惑 - The Hillz（2004年）
- Raising Helen（2004年）
- 蝋人形の館 - House of Wax（2005年）
- Bottoms Up（2006年）
- プリティ・ライフ パリス・ヒルトンの学園天国 - National Lampoon's Pledge This!（2006年）
- The Hottie and the Nottie（2008年）
- REPO! レポ（2008年）

## 受賞とノミネート、記録など

### 女優業
| 作品名                             | 賞                           | 結果       | カテゴリ                                   |
| ---------------------------------- | ---------------------------- | ---------- | ------------------------------------------ |
| 蝋人形の館 （2005）                | 2006年 MTVムービー・アワード | ノミネート | 恐怖演技賞                                 |
| 蝋人形の館 （2005）                | 第26回ゴールデンラズベリー賞 | 受賞       | 最低助演女優賞                             |
| 蝋人形の館 （2005）                | 第26回ゴールデンラズベリー賞 | ノミネート | 最もうんざりしたダブロイドネタ賞           |
| 蝋人形の館 （2005）                | ティーン・チョイス・アワード | 受賞       | Choice Movie Scream Scene                  |
| 蝋人形の館 （2005）                | ティーン・チョイス・アワード | ノミネート | Choice Movie Breakout Performance - Female |
| The Hottie and The Nottie （2008） | 第29回ゴールデンラズベリー賞 | 受賞       | 最低主演女優賞                             |
| REPO! レポ （2008）                | 第29回ゴールデンラズベリー賞 | 受賞       | 最低助演女優賞                             |
| 蝋人形の館 （2005）                | 第30回ゴールデンラズベリー賞 | 受賞       | 2000年代最低女優賞                         |
| The Hottie and The Nottie （2008） | 第30回ゴールデンラズベリー賞 | 受賞       | 2000年代最低女優賞                         |
| REPO! レポ （2008）                | 第30回ゴールデンラズベリー賞 | 受賞       | 2000年代最低女優賞                         |

### その他
| 年     | 受賞                                       |
| ------ | ------------------------------------------ |
| 2008年 | Harvard Lampoon ウーマン・オブ・ザ・イヤー |

### 記録
- 2003年 ミスター・ブラックウェルが選ぶ女性ワーストドレッサー 1位
- 2004年 ミスター・ブラックウェルが選ぶ女性ワーストドレッサー 5位
- 2005年 ミスターブラックウェルが選ぶ女性ワーストドレッサー 6位
- 2006年 ミスターブラックウェルが選ぶ女性ワーストドレッサー 1位（ブリトニー・スピアーズと同率で1位）

### 人物
- コンラッド・ヒルトン
- ザ・ザ・ガボール
- マグダ・ガボール
- エヴァ・ガボール
- バロン・ヒルトン
- コンラッド・ヒルトン・ジュニア
- エリザベス・テイラー
- キャシー・ヒルトン
- リック・ヒルトン
- ニッキー・ヒルトン
- カイル・リチャーズ
- キム・リチャーズ

- ニコール・リッチー
- ブリトニー・スピアーズ
- リンジー・ローハン
- キム・ミナ
- ペレス・ヒルトン
- キム・カーダシアン
- ブリタニー・フリッキンガー